# Rahshon Turner
Rahshon Turner (nacido el 10 de marzo de 1975 en Passaic, Nueva Jersey) es un exjugador de baloncesto estadounidense que jugaba en la posición de pívot.

## Biografía
A Turner, natural de Nueva Jersey y formado en la Universidad de Fairleigh Dickinson, le avala una amplia hoja de servicios en el baloncesto europeo en la que destaca una extensa carrera en la ProA francesa y en La Palma, junto a Txus Vidorreta en la LEB2, donde dominó la competición y se quedó a las puertas del ascenso en 2001.
Desde entonces, este pívot con vocación de director de juego, que incluso fue asistente de baloncesto femenino americano en el verano de 2000, no ha parado de trabajar sus conceptos técnicos para rentabilizar las posibilidades de un jugador de poco más de dos metros cuyo hábitat es la 'pintura'.
Y lo consiguió al máximo nivel europeo disputando incluso la Copa ULEB con el Le Mans, varias ediciones de la FIBA Eurocup, conquistando la ProA francesa.
En 2009 llega al equipo menorquín después de ser elegido la pasada campaña como el mejor jugador y máximo reboteador de la Liga israelita en el Ashkelon.

## Características
Turner utiliza las dos manos a la perfección, es capaz de correr el campo como un alero y posee una gran capacidad de pase, sobre todo en contraataque, lo que le da un extra de polivalencia real permitiéndole actuar en las posiciones de 'cinco', 'cuatro' e incluso de 'tres'.

## Trayectoria
- Hanzevast Capitals Groningen (1998-1999) .
- New Jersey Shorecats (2000)  Estados Unidos.
- UB La Palma (2000-2001)   España.
- JA Vichy (2001-2003)  Francia.
- Le Mans Sarthe Basket (2003-2005)  Francia.
- BCM Gravelines (2005-2007)   Francia.
- Barangay Ginebra Kings (2008)   Suiza.
- Ironi Ashkelon (2008-2009)  Israel.
- Vive Menorca (2009–2010)  España.
- Ironi Ashkelon (2010-2011)  Israel.
- Hapoel Yokneam (2011-2012)  Israel.
- Siarka Jezioro Tarnobrzeg (2012)  Polonia.
- Georgia Prime (2012-2013)  Estados Unidos.

## Palmarés
- Mejor jugador y máximo reboteador de la Liga israelita (2008/09)